# Германская Австрия
Респу́блика Герма́нская А́встрия (нем. Republik Deutschösterreich или Deutsch-Österreich — Неме́цкая А́встрия) — историческое государство в Центральной Европе, правопреемник Австро-Венгрии в результате её распада после Первой мировой войны, включающая в себя районы с преимущественно немецким населением.
Германская Австрия имела площадь 118 311 км² и население 10,4 млн человек. В её состав вошли земли бывшей Цислейтании, населённые преимущественно немцами. Она включала почти всю территорию современной Австрийской Республики (кроме Бургенланда, входившего в состав Транслейтании), а также провинцию Больцано-Боцен и город Тарвизио, находящиеся сейчас в составе Италии; южную Каринтию и Нижнюю Штирию в нынешней Словении; и относившуюся к Немецкой Чехии Судетскую область в современной Чешской Республике.

## История
Во времена Габсбургов в Австро-Венгрии термин «Германская Австрия» был неофициальным названием и использовался для указания областей империи, населённых этническими немцами. Перед крахом австро-венгерской монархии в конце 1918 года немецкие депутаты из Цислейтанского рейхсрата, избранного ещё в 1911 году, стремились создать новую Немецкую Австрию, заявив о созыве «временной Национальной ассамблеи независимого государства Немецкая Австрия». В собрании приняли участие представители Богемии, Моравии и Австрийской Силезии, которые отказались присоединиться к новому государству Чехословакия, провозглашенному 28 октября 1918 года.
11 ноября 1918 года император Карл I сложил полномочия и 12 ноября Немецкая Австрия официально провозгласила себя республикой. Национальная ассамблея заявила, что «Немецкая Австрия является демократической республикой» (статья 1) и «…является частью Республики Германия» (статья 2). Позже на плебисците в провинциях Тироль и Зальцбург большинство населения (98 и 99 %) высказалось за объединение с Германией. 22 ноября Национальная ассамблея официально провозгласила, что все немецкие районы Цислейтании подчиняются Германии. Однако Антанта выступила против такого объединения, а Немецкая Австрия была в значительной степени бессильна противостоять войскам Италии, Чехословакии и Королевства сербов, хорватов и словенцев.
10 сентября 1919 года канцлер Карл Реннер подписал Сен-Жерменский мирный договор 1919 года, который был ратифицирован Национальным Собранием 21 октября. Согласно его положениям, название республики было изменено с «Немецкая Австрия» на «Австрия» и любые попытки объединения страны с Германией были запрещены. Статья 88 договора, которую иногда называют «Запрет аншлюса», говорит, что «независимость Австрии является неотъемлемой иначе, чем с согласия Совета Лиги Наций». Кроме того, в Версальском договоре, который устанавливал мир с Германией, также был пункт о запрете на объединение. С учетом этих изменений началась эпоха Первой Австрийской Республики (1919—1938).

## Административное деление
Немецкая Австрия, первоначально состояла из девяти провинций (Provinzen), в том числе:
- Верхняя Австрия (Oberösterreich) — современная австрийская земля Верхняя Австрия плюс Шумавская область (Böhmerwaldgau), в настоящее время Южночешский край Чехии.
- Нижняя Австрия (Niederösterreich) — современная австрийская земля Нижняя Австрия, а также Немецкая Южная Моравия (Deutschsüdmähren), в настоящее время распределена между регионами Чехии — Южночешский край, Высочина и Южноморавский край.
- Немецкая Богемия (Deutschböhmen) — районы западной Богемии, которые позже были частью Судетской области в 1938—1945 годах, ныне часть Чехии.
- Судетская область (Sudetenland) — исторические чешские регионы северной Моравии и Чешской Силезии (Австрийская Силезия).
- Штирия (Steiermark) — почти вся историческая Штирия, в том числе современная австрийская земля Штирия и северо-восточная часть Словении — Нижняя Штирия.
- Зальцбург — современная австрийская земля Зальцбург.
- Каринтия (Kärnten) — вся историческая Каринтия, в том числе современная австрийская земля Каринтия, словенский статистический регион Корошка, словенский муниципалитет Езерско и, в настоящем, итальянские коммуны Тарвизио, Мальборетто, Вальбруна и Понтебба.
- Немецкий Тироль (Deutschtirol) — почти весь исторический Тироль, в том числе современная австрийская земля Тироль и итальянская провинция Больцано, но без Тренто.
- Форарльберг — современная австрийская земля Форарльберг.

Немецкое меньшинство в Моравии, в том числе немцы в Брно, Йиглаве и Оломоуце также попытались провозгласить союз с Немецкой Австрией, но потерпели неудачу. С другой стороны, этнические немцы в западной части Королевства Венгрии, которые образуют большинство в районе, известном, как немецкая Западная Венгрия, проголосовали за присоединение к Австрии, и это желание было принято во внимание — сейчас это земля Бургенланд.